# Carl Anton (musiker)
Carl Anton, född 7 februari 1798 i Wörlitz, Anhalt-Dessau, död 17 april 1865 i Stockholm, var en svensk valthornist vid Kungliga Hovkapellet i Stockholm.

## Biografi
Carl Anton föddes 7 februari 1798 i Wörlitz, Anhalt-Dessau. Han var oboist vid Andra livgardet. Han anställdes 1 januari 1823 som valthornist vid Kungliga Hovkapellet i Stockholm och slutade 1 juli 1847. Anton gifte sig 21 januari 1834 med änkan A. M. Kjellberg, född Granlund. Han avled 17 april 1865 i Stockholm.